# 15 Dywizja Piechoty (III Rzesza)
15 Dywizja Piechoty (niem. 15. Infanterie-Division) – niemiecka dywizja, uczestniczyła w agresji na Francję i od 1943 roku w działaniach bojowych na terytorium Związku Radzieckiego. 
Sformowana 2 października 1934 roku pod ukrytą nazwą Altillerieführer V., miejsce stacjonowania sztabu Frankfurt nad Menem. Na mocy rozkazu z dnia 15 października 1935 roku otrzymała oficjalną nazwę 15 Dywizja Piechoty. Stacjonowała w IX Okręgu Wojskowym. Podczas agresji na Francję w 1940 roku prowadziła działania bojowe na linii Maginota. Razem z 68 DP i 71 DP próbowała odciąć i zdobyć grupę warowną La Ferte. Do czasu niemieckiej kląski pod Stalingradem (1943) stacjonowała we Francji. W składzie 4 Armii Pancernej uczestniczyła w walkach z Armią Czerwoną w rejonie Charkowa i Dońca. Dużych strat doznała w walkach o Dniepropietrowsk. Dotkliwe straty poniosła w czasie okrążenia pod Kiszyniowem w Rumunii. Żołnierze dywizji oddali się do niewoli Armii Czerwonej w kotle pod Deutsch-Brot. Kapitulacja miała miejsce 5 maja 1945 roku.

## Dowódcy
- gen. por. Friedrich-Wilhelm Brandt 1 X 1934 – 15 III 1936
- gen. por. Emil Leeb 15 III 1936 – 1 IV 1939
- gen. mjr Walter Behschnitt 1 IV 1939 – 6 X 1939
- gen. por. Friedrich – Wilhelm von Chappuis 6 X 1939 – 12 VIII 1940
- gen. por. Ernst - Eberhard Hell 12 VIII 1940 – 8 I 1942
- płk Alfred Schreiber 8 I 1942 – 3 II 1942
- gen. mjr Bronislaw Pawel 3 II 1942 – 18 VI 1942
- gen. Erich Buschenhagen 18 VI 1942 – 20 XI 1943
- gen. mjr Rudolf Sperl 20 XI 1943 – 5 IX 1944
- gen. mjr Hans Längenfelder 17 X 1944 – V 1945[3]

## Struktura organizacyjna
- Skład w sierpniu 1939:
  - 81 pułk piechoty: miejsce postoju sztabu, I i II batalionu – Frankfurt nad Menem, III i rezerwowego batalionu – Bad Homburg;
  - 88 pułk piechoty: miejsce postoju sztabu, I i II batalionu – Hanau, III batalionu – Fulda, rezerwowego batalionu - Alsfeld;
  - 106 pułk piechoty: miejsce postoju sztabu, I i III batalionu – Aschaffenburg, II batalion – Babenhausen, rezerwowego batalionu – Alsfeld;
  - 15 pułk artylerii: miejsce postoju sztabu, II i III dywizjonu – Frankfurt nad Menem, I dywizjonu - Ascheffenburg;
  - I dywizjon 51 pułku artylerii ciężkiej: miejsce postoju – Fulda;
  - 15batalion pionierów: miejsce postoju – Aschefenburg;
  - 15 oddział przeciwpancerny: miejsce postoju – Büdingen;
  - 15 oddział łączności: miejsce postoju – Frankfurt nad Menem;
  - 15 oddział obserwacyjny: miejsce postoju – Fulda;
- Skład w styczniu 1940:

81, 88 i 106 pułk piechoty, 15 pułk artylerii, I/51 pułk artylerii ciężkiej, 15 batalion pionierów, 15 oddział rozpoznawczy, 15 oddział przeciwpancerny, 15 oddział łączności, 15 polowy batalion zapasowy;
- Skład w październiku 1944:

81, 88 i 106 pułk piechoty, 15 pułk artylerii, 15 batalion pionierów, 15 batalion fizylierów, 15 oddział przeciwpancerny, 15 oddział łączności, 15 polowy batalion zapasowy